# Витек, Дариус
Дариус Витек (венг. Vitek Dáriusz; род. 23 октября 1997) — венгерский борец греко-римского стиля, двукратный бронзовый призёр чемпионатов Европы (2022, 2025).

## Карьера
Дариус на чемпионате Европы 2022 года в весовой категории до 130 кг завоевал бронзовую медаль, победив в поединке за третье место грузина Беку Канделаки, выступающего за Азербайджан, со счётом 4:1. В финальном матче чемпионата Европы 2022 года среди спортсменов до 23-х лет в Болгарии, венгр в финале закончил поединок с Фатихом Бозкурт со счётом 1:1 и завоевал золотую медаль по преимуществу.
Витек стал бронзовым медалистом чемпионата мира по борьбе среди юношей 2022 года в Испании.
В 2024 году участвовал в Европейском квалификационном турнире по борьбе в Баку. Выбыл в первом же поединке и не прошёл отбор на Олимпиаду. Также участвовал в мировом квалификационном турнире по борьбе, который проходил в Стамбуле, но тоже не смог пройти отбор на Олимпийские игры в Париж.
В апреле 2025 года на чемпионате Европы в Братиславе в весовой категории до 130 кг завоевал бронзовую медаль. В схватке за третье место одолел соперника из Беларуси Дмитрия Зарубского.

## Достижения
- Чемпионат мира по борьбе среди спортсменов до 23 лет 2021 — ;
- Чемпионат мира по борьбе среди спортсменов до 23 лет 2022 — ;
- Чемпионат Европы по борьбе 2022 — ;
- Чемпионат Европы по борьбе 2025 — ;